# 俄羅斯皇家航空
俄羅斯皇家航空（英語：Royal Flight）原稱「阿巴坎航空」，2014年7月起改稱「俄羅斯皇家航空」，是一間總部在俄羅斯莫斯科的包機航空公司，為Pegas、Coral Travel和Sunmar旅遊運營商提供包機服務。它在斯里蘭卡、埃及、越南、泰國、印度、印尼、阿拉伯聯合大公國、保加利亞、中國大陸、臺灣、馬爾地夫和土耳其在俄羅斯城市和度假目的地之間提供包機服務。航空公司的樞紐機場是俄羅斯的謝列梅捷沃國際機場。

## 歷史
該航空公司成立於1992年，從阿巴坎登記分庭註冊為法定實體，當時名為阿巴坎航空。1993年，承運人收到了運營商的證書並進行了首次飛行。直到2003年，該航空公司是從中國到俄羅斯的最重要的貨運航空之一。
2014年7月，它被俄羅斯旅遊運營商Coral Travel收購，並於2014年7月11日更名為俄羅斯皇家航空，轉向國際客運活動之後波音757-200飛機交付給該公司的機隊。
自2015年5月25日起，俄羅斯皇家航空已將其莫斯科多莫傑多沃機場的航班轉移至謝列梅捷沃國際機場。從新的基地機場起飛，飛往洪加達，沙姆沙伊赫，安塔利亞，博德魯姆，巴塞隆納，希臘的羅德島和克里特島的航班。俄羅斯皇家航空在謝列梅捷沃國際機場的F航站樓運營。

## 機隊

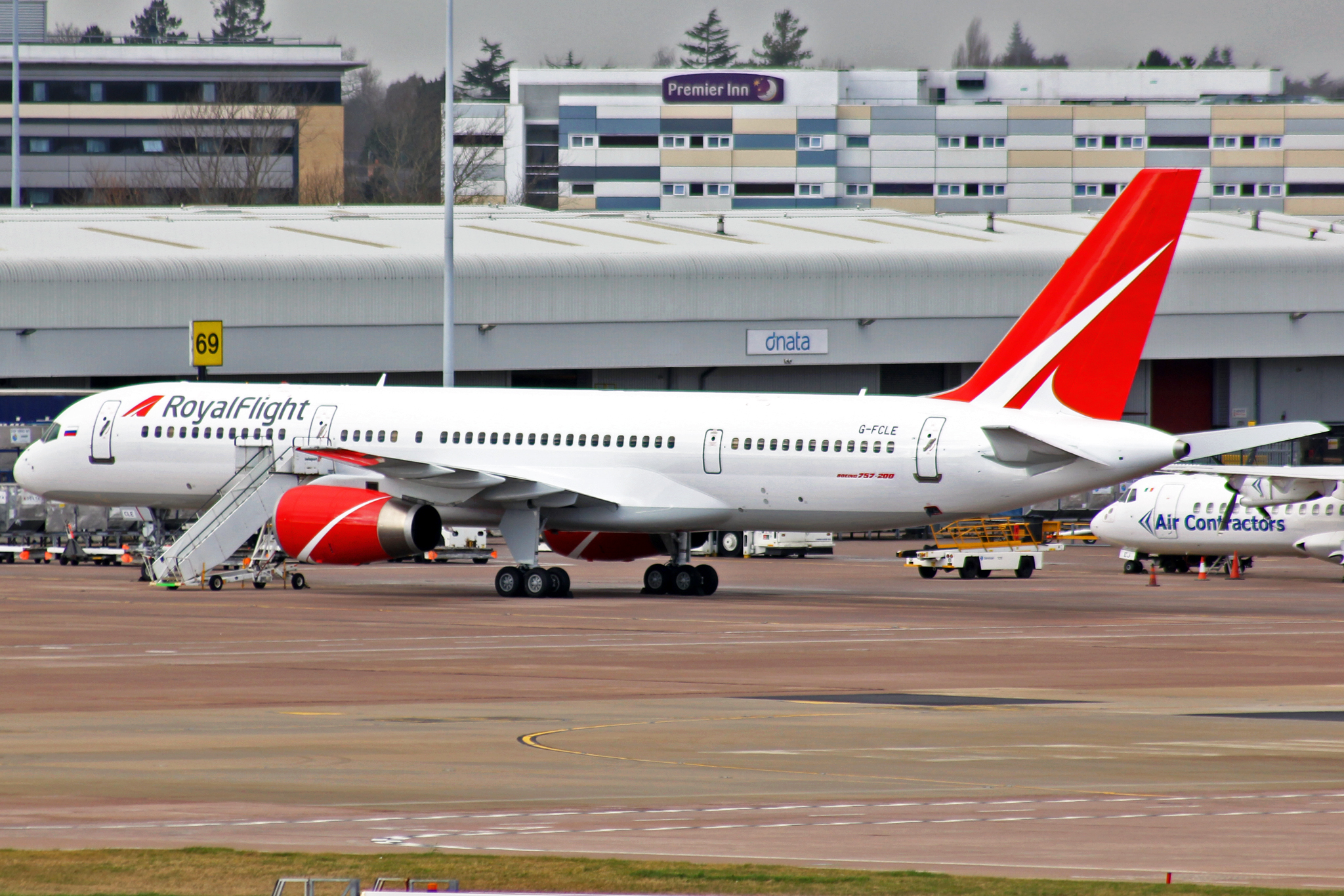
俄羅斯皇家航空波音757-200

在2020年2月，俄羅斯皇家航空有以下機隊：
- 波音 737-800：3架
- 波音 757-200：5架
- 波音 767-300ER：3架
- 波音 777-300ER：3架

## 航點
請見俄羅斯皇家航空航點

## 外部連結
- 俄羅斯皇家航空官方網站（页面存档备份，存于）（俄文）
- 俄羅斯皇家航空的Facebook專頁
- 俄羅斯皇家航空的Instagram帳戶
- 俄羅斯皇家航空的X（前Twitter）
- 俄羅斯皇家航空的VKontakte專頁